# 6626 Mattgenge
6626 Mattgenge (1981 EZ46) là một tiểu hành tinh vành đai chính được phát hiện ngày 2 tháng 3 năm 1981 bởi S. J. Bus ở Đài thiên văn Siding Spring trong khóa học thuộc Khảo sát tiểu hành tinh Schmidt-Caltech vương quốc Anh. Nó được đặt theo tên Dr Matthew Genge, một nhà khoa học hành tinh người Anh làm việc tại Imperial College London.